# Veit I von Pommersfelden
Veit I von Pommersfelden (zm. 7 września 1503) – biskup Bambergu w latach 1501–1503.
Wywodził się z frankońskiego rodu stolników z Pommersfelden (obecnie w powiecie Bamberg). Wywodzący się z tego rodu Lorenz von Pommersfelden (1473–1543) był dziekanem katedry w Moguncji. Veit I został wyświęcony na biskupa przez Gabriela von Eyb – księcia biskupa Eichstätt, za czasów papieża Aleksandra VI.
Jego poprzednikiem był Henryk III von Trockau a następcą Georg II von Ebnet.